# Walerij Sinau
Walerij Nikołajewicz Sinau, ros. Валерий Николаевич Синау (ur. 10 września 1944, Rosyjska FSRR, zm. 18 marca 2023 w Rostowie nad Donem) – rosyjski piłkarz, grający na pozycji obrońcy, trener piłkarski.

## Kariera piłkarska

### Kariera klubowa
Wychowanek klubu Trudowyje Riezierwy Rostów nad Donem. W 1963 roku rozpoczął karierę piłkarską w miejscowym zespole Rostsielmasz Rostów nad Donem. Potem występował w klubach SKA Rostów nad Donem, Zoria Woroszyłowgrad, Maszuk Piatigorsk, Awtomobilist Nalczyk, Lokomotiw Moskwa i Łokomotyw Winnica. W 1975 zakończył karierę piłkarską w drużynie, w której zaczynał grać – Rostsielmasz.

## Kariera trenerska
Po zakończeniu kariery piłkarskiej rozpoczął pracę szkoleniową. Od 1978 do 2001 trenował kluby Spartak Orzeł, Torpedo Togliatti, Rostsielmasz Rostów nad Donem, APK Azow, Lokomotiw Niżny Nowogród, SKA Rostów nad Donem, Torpedo Arzamas i Kubań Krasnodar. Potem prowadził amatorskie zespoły Ałan Rostów nad Donem, Altiernatiwa Rostów nad Donem, Nika Krasny Sulin i Dongazdobycza Sulin. W 2011 został zatrudniony na stanowisku skauta klubu FK Rostów.

## Sukcesy i odznaczenia

### Sukcesy klubowe
- mistrz Rosyjskiej FSRR: 1964

### Sukcesy trenerskie
- mistrz Drugiej Ligi ZSRR: 1980, 1985
- wicemistrz Rosyjskiej Trzeciej Ligi: 1994

### Odznaczenia
- tytuł Mistrza Sportu ZSRR
- tytuł Zasłużonego Trenera Rosyjskiej FSRR